# Gwarantowany poziom dochodu
Gwarantowany poziom dochodu – poziom dochodu pojedynczego człowieka lub rodziny, który uznaje się za dopuszczalnie najniższy.